# Internamento degli italiani negli Stati Uniti
L'internamento degli italiani negli Stati Uniti si svolse nel corso della Seconda guerra mondiale, in particolare tra il 1941 e il 1944, e riguardò parte degli italo-americani, considerati come possibile nemico da parte del governo degli Stati Uniti dopo la dichiarazione di guerra del Regno d'Italia l'11 dicembre 1941.
A differenza degli americani di origine giapponese che sono stati internati durante la guerra, gli italo-americani perseguitati non hanno mai ricevuto risarcimenti. Nel 2010, la legislatura della California ha approvato una risoluzione chiedendo scusa per i maltrattamenti subiti dai residenti di origini italiane.

## Termini
Il termine "italo-americano" (o italiano-americano) non ha una definizione giuridica: con esso generalmente s'intende un cittadino statunitense di origini italiane, sia che sia nato oppure immigrato successivamente negli Stati Uniti (sia esso naturalizzato o meno) sia che sia nato in America da persone di origine italiana (che sono cittadini statunitensi per nascita).
Il termine "straniero ostile" invece ha una definizione giuridica, ad esempio negli statuti federali nel Capitolo 3 del titolo 50 del Codice degli Stati Uniti che si applicano solo alle persone di 14 anni o più non naturalizzati che si trovano negli Stati Uniti: in base a tale disposizione, definita e adottata per la prima volta nel 1798 (nella legge sugli stranieri ostili, parte di uno dei quattro provvedimenti contro gli stranieri e i tentativi di sedizione, modificata nel 1918 e da applicare a femmine e maschi) "... tutti i nativi, i cittadini, abitanti o soggetti ..." di una nazione straniera o di governo con cui gli Stati Uniti sono in guerra "... sono suscettibili di essere arrestati, trattenuti ed espulsi in quanto stranieri ostili ...."
Allo scoppio della seconda guerra mondiale gli imprenditori italiani che temporaneamente vivevano negli Stati Uniti, al pari dei diplomatici della stessa nazionalità o degli studenti che studiavano negli Stati Uniti, divennero "stranieri ostili" dal momento in cui l'Italia dichiarò guerra. In alcuni casi, tali residenti temporanei furono espulsi (come nel caso dei diplomatici) o fu data loro la possibilità di lasciare il paese quando la guerra venne dichiarata. Alcuni furono internati, così come i marinai dei mercantili catturati nei porti degli Stati Uniti quando le loro navi vennero poste sotto sequestro allo scoppio della guerra in Europa nel 1939.
Per membri della comunità italiana negli Stati Uniti il problema fu più arduo del previsto, dato che, definita in termini di origine nazionale, tale comunità era la più grande degli Stati Uniti, essendo aumentata costantemente grazie ai flussi di immigrati provenienti dall'Italia tra il 1880 e il 1930. Nel 1940 vi erano negli Stati Uniti milioni di cittadini d'origine italiana con la cittadinanza americana. C'erano anche un gran numero di italiani considerati "stranieri ostili", più di 600.000, che secondo la maggior parte delle fonti erano immigrati nei decenni precedenti e non erano ancora diventati cittadini naturalizzati.
Le leggi in materia di "stranieri ostili" non facevano distinzioni di natura ideologica, trattando in modo analogo gli imprenditori italiani iscritti al partito fascista che vivevano per un breve periodo negli Stati Uniti e che rimasero lì bloccati allo scoppio della guerra, gli antifascisti rifugiati provenienti dall'Italia arrivati pochi anni prima con l'intenzione di diventare cittadini americani ma che non avevano ancora concluso il processo di naturalizzazione, e quelli che emigrati dall'Italia alla fine del XIX secolo e cresciuti in famiglie di italiani con la cittadinanza statunitense, ma che non erano ancora naturalizzati: essi furono tutti ugualmente considerati nemici.

## Prima dell'entrata degli Stati Uniti nella seconda guerra mondiale
Nel settembre 1939, il Regno Unito e la Francia dichiararono guerra alla Germania nazista dopo che i tedeschi ebbero invaso la Polonia. In una dimostrazione di sostegno per il Regno Unito e la Francia, il presidente Franklin Delano Roosevelt autorizzò il direttore dell'FBI, John Edgar Hoover a compilare un indice dei soggetti da arrestare per garantire la sicurezza in un momento di emergenza nazionale. Tale ordine riguardò i tedeschi e i loro principali alleati: l'Italia e il Giappone. Più di un anno prima dell'attacco di Pearl Harbor, il Dipartimento di Giustizia iniziò a compilare elenchi di possibili sabotatori e spie nemiche tra questi gruppi etnici.
A partire dal 1940, gli stranieri residenti furono tenuti a registrarsi in base a quanto disposto dallo Smith Act.

## Centri di trasferimento durante la guerra
Una distinzione deve essere fatta tra:
- gli italo-americani designati come "stranieri nemici" (quelli che non erano ancora cittadini statunitensi) secondo quanto stabilito dal Titolo 50 del Codice statunitense[6]
- gli italo-americani evacuati e internati dalla War Relocation Authority: questa autorità era basata sugli ordini esecutivi 9066 e 9102, rilasciati rispettivamente il 19 febbraio e il 18 marzo 1942, che autorizzavano il "trasferimento forzoso da aree designate di abitanti per questioni di sicurezza nazionale".[7] Tale autorità non fece distinzione tra i nativi americani e cittadini di altre nazioni che vivevano negli Stati Uniti, dato che gli ordini includevano entrambi. Sulla base di questo principio furono internati americani di origine giapponese, ma uno sforzo molto più grande di scala richiese l'internamento degli italo-americani: infatti, tanto quelli con la cittadinanza che quelli senza furono internati, ma la maggior parte (circa il 60%) erano cittadini italiani nati negli USA.[8][9][10] Gli italo-americani internati dalla War Relocation Authority non furono arrestati in base alla legge sui nemici interni, ma erano semplicemente "persone" trasferite forzosamente dalla War Relocation Authority.

Lo storico Di Stasi cita una serie di casi di maltrattamento e di episodi legati all'internamento di italo-americani, anche se a quanto pare egli definisce come tali tutti i membri della comunità italiana, siano essi nati o meno negli Stati Uniti.

## 1941-1943: Cronologia degli eventi riguardanti il trattamento degli stranieri nemici e la reazione della comunità italiana
- Nei mesi immediatamente successivi al 7 dicembre 1941, data dell'attacco giapponese a Pearl Harbor, centinaia di italiani vennero arrestati. L'11 dicembre la Germania e l'Italia dichiararono guerra agli Stati Uniti. Gli Stati Uniti ricambiarono, entrando così nella seconda guerra mondiale. Nel giugno 1942, gli stranieri italiani arrestati dall'FBI[11] raggiunsero il totale di 1.521. Circa 250 individui furono internati per un massimo di due anni nei campi militari in Montana, Oklahoma, Tennessee e Texas.
- A fine dicembre 1941, gli stranieri ritenuti ostili, in tutti gli Stati Uniti, Porto Rico e le Isole Vergini Americane, furono tenuti a restituire le cineprese portatili, gli apparecchi radiofonici ad onde corte, le riceventi e i trasmettitori radio entro le ore 23:00 del lunedì successivo.[12]
- Nel gennaio 1942, tutti gli stranieri appartenenti alle nazionalità ostili furono tenuti a registrarsi presso gli uffici postali del luogo di residenza. Come stranieri nemici dovevano essere prese loro le impronte digitali, andavano fotografati e dovevano portare con sé dei documenti che li indicavano come enemy alien in ogni momento. Il procuratore generale Francis Biddle garantì che alcuni degli stranieri nemici non sarebbero stati discriminati se si fossero dimostrati fedeli, e citando le cifre del Dipartimento di Giustizia indicò in 1.100.000 gli stranieri nemici degli Stati Uniti, di cui 92.000 giapponesi, 315.000 tedeschi, e 695.000 italiani. In tutto, 2.972 furono gli arrestati e detenuti, per lo più giapponesi e tedeschi; gli italiani arrestati invece furono solo 231.[13]
- In data 11 gennaio, il New York Times riferì che il giorno precedente "i rappresentanti di 200.000 sindacalisti italoamericani hanno lanciato un appello al presidente Roosevelt per rimuovere lo stigma intollerabile di essere marchiati come "stranieri ostili" da parte di cittadini italiani e tedeschi che hanno formalmente dichiarato le loro intenzioni di diventare cittadini americani e di rinunciare ai vecchi documenti prima dell'entrata dell'America in guerra".[14]
- Poche settimane dopo, lo stesso giornale riferì che "Migliaia di nemici stranieri che vivono in aree adiacenti ai cantieri navali, porti, centrali elettriche e fabbriche di difesa cercano oggi una nuova casa, di come il procuratore generale aggiunto Biddle ha esteso prima alla California e poi all'intera West Coast le misure contro i cittadini giapponesi, italiani e tedeschi.[15]
- Il 1º febbraio, il Dipartimento di Giustizia avvertì tutti gli stranieri di nazionalità nemica dai quattordici anni in su che dovevano registrarsi in settimana se avevano vissuto negli stati di Washington, Oregon, California, Arizona, Montana, Utah e Idaho. La pena era l'internamento per tutta la durata della guerra o altre misure più severe.[16]
- Più tardi, nel mese di febbraio, i membri dell'Italoamerican Labour Council, fondato da Luigi Antonini, si incontrano a New York ed espressero "opposizione a qualsiasi legge per gli stranieri che non differenzi tra coloro che sono sovversivi e coloro che sono fedeli all'America".[17]
- Nel mese di marzo fu istituita la War Relocation Authority (vedi sopra). Anche in questo caso, il trasferimento dei cittadini e non avvenne allo stesso modo, sotto tale autorità fu giuridicamente molto diverso dall'arresto e dalla detenzione di cittadini stranieri ai sensi della legge sui nemici. Entro il 23 settembre 1942, il Dipartimento di Giustizia affermò che "... Dal momento dell'attacco giapponese a Pearl Harbor fino al 1º settembre, 6800 stranieri ostili sono stati fermati negli Stati Uniti, e la metà di loro sono stati rilasciati sulla parola".[18]
- Nel mese di ottobre, i 600.000 italiani non naturalizzati che vivevano negli Stati Uniti furono liberati dallo stigma di essere stranieri ostili. Il piano fu approvato dal presidente Roosevelt e molte restrizioni furono revocate: i membri della comunità italiana potevano ora viaggiare liberamente, tenere le cineprese e le proprie armi da fuoco, e non erano più tenuti a portare con sé ovunque andassero le carte d'identità.[19]
- La resa dell'Italia l'8 settembre 1943 portò alla liberazione della maggior parte degli internati italiani americani entro la fine dell'anno. Alcuni erano stati rilasciati da mesi sulla parola dopo un "esonero" stabilito da un consiglio di seconda audizione sulla base di appelli avanzati dalle loro famiglie, tuttavia la maggior parte degli uomini avevano già passato due anni come prigionieri, passando da un campo all'altro ogni tre o quattro mesi.[11]

## Relazione del Procuratore Generale sulle restrizioni del tempo di guerra
Il 7 novembre 2000, il Congresso accertò la violazione da parte del governo in tempo di guerra dell'American Civil Liberties Act nei confronti degli italiani (Pub.L. 106-451 , 114 Stat. 1947). Questa legge, in parte, indicò al procuratore generale di condurre un esame approfondito del trattamento riservato dal Governo degli Stati Uniti agli italoamericani durante la seconda guerra mondiale e di presentare le conclusioni in merito entro un anno. Il Procuratore Generale presentò tale relazione, una rassegna delle restrizioni sulle persone di origine italiana durante la seconda guerra mondiale, al Congresso degli Stati Uniti il 7 novembre 2001. La Commissione Giustizia della Camera rilasciò la relazione al pubblico il 27 novembre 2001. La relazione, relativa al periodo che va dal 1º settembre 1939 al 31 dicembre 1945, descrisse in che modo il governo degli Stati Uniti si impegnò ad applicare restrizioni in tempo di guerra contro gli italoamericani ed esaminò in dettaglio tali restrizioni. Inoltre, il report conteneva 11 liste, la maggior parte delle quali comprendevano i nomi delle categorie più coinvolte nelle limitazioni del tempo di guerra. Gli elenchi comprendevano:
1. i nomi delle 74 persone di origine italiana prese in custodia nella retata iniziale dopo l'attacco a Pearl Harbor e prima della dichiarazione di guerra degli Stati Uniti contro l'Italia,
2. i nomi di 1.881 altre persone di origine italiana che sono state prese in custodia,
3. i nomi e le posizioni di 418 persone di origine italiana che sono state internate,
4. i nomi delle 47 persone di origine italiana a cui è stato ordinato di passare in aree designate nell'ambito del Programma individuale o d'esclusione, e di altre 12 che sono apparse dinnanzi alla commissione d'esclusione individuale, senza che un provvedimento di espulsione sia stato emesso,
5. i nomi delle 56 persone di origine italiana non destinatarie di provvedimenti di esclusione individuali che sono state condannate a spostarsi temporaneamente da aree designate,
6. i nomi di 442 persone di origine italiana arrestate per violazione del coprifuoco, contrabbando, o altre violazioni,
7. un elenco di 33 porti in cui sono state limitate le attività dei pescatori di origini italiane,
8. i nomi dei 315 pescatori di origini italiane a cui è stato impedito di pescare in zone vietate,
9. i nomi di 2 persone di origini italiane le cui imbarcazioni sono state confiscate,
10. una lista di 12 lavoratori delle ferrovie di origini italiane a cui è stato impedito di lavorare in zone vietate, di cui solo 4 sono nominati esplicitamente
11. una lista di 6 restrizioni in tempo di guerra sulle persone di origini italiane legate all'Ordine Esecutivo 9066.